# Семёновка (Барышевский район)
Семёновка (укр. Семенівка) — село, входит в Барышевский район Киевской области Украины.
Население по переписи 2001 года составляло 1346 человек. Почтовый индекс — 07552. Телефонный код — 4576. Занимает площадь 4,76 км². Код КОАТУУ — 3220287301.

## Местный совет
07552, Киевская обл., Барышевский р-н, c. Семёновка, ул. Якира, 2